# Yi Sun-sin
Yi Sun-sin (Seoel, 28 april 1545 – Namhaedo, 16 december 1598), ook wel geschreven als Yi Soon-shin, was een Koreaanse marineofficier die het bekendst is geworden om zijn overwinningen op de Japanse marine ten tijde van de Japanse invasies van Korea (1592-1598) tijdens de Joseondynastie. Hij is verantwoordelijk voor de zeges als Commandeur van de gezamenlijke vloot (Samdo Sugun Tongjesa) van de Koreaanse marinevloot ten tijde van de invasie door Japan in april 1592. Yi is ook beroemd geworden vanwege het innovatieve gebruik van de geobukson (schildpadschip), 's werelds eerste gepantserde oorlogsschip. Hij is een van de weinige admiraals die zegevierde in elke slag waaraan hij leiding gaf, ten minste 23 keer.
Yi overleed nadat hij was geraakt door een kogel tijdens de slag van Noryang december 1598.
Tegenwoordig wordt Yi gezien als een Koreaanse held en velen bestuderen hem en de door hem nagelaten journalen. Sommige historici plaatsen Yi op één lijn met bekende admiraals zoals Michiel de Ruyter en Lord Horatio Nelson.